# Happy End für eine Ehe
Happy End für eine Ehe ist ein US-amerikanisches Filmdrama aus dem Jahr 1969.

## Handlung
Mary und Fred Wilson leben ein finanziell sorgenfreies Leben der gehobenen Mittelklasse in Denver. Fred konzentriert sich auf seine Arbeit als Steueranwalt, während Mary den Haushalt führt und sich um die Erziehung der jugendlichen Tochter Marge kümmert. Mary ist von der täglichen Routine ihrer Ehe gelangweilt. Sie trinkt und schaut Fernsehen. 
Kurz vor dem 16. Hochzeitstag der Wilsons bricht Mary aus ihrer gewohnten Welt aus. Kurzentschlossen bucht sie ein Flugticket nach Nassau. Auf den Weg dorthin trifft sie ihre alte Schulfreundin Flo, die ebenfalls auf die Bahamas fliegt, um dort ihren Liebhaber Sam zu treffen. In Nassau wird Mary sogleich von dem attraktiven Franco umworben. Doch Franco hat es nur auf das Geld einer scheinbar einsamen Frau abgesehen. Als Mary ihm gesteht, dass sie selbst ohne jegliches Geld ist, lässt er von ihr ab. Für Mary ist diese Erfahrung nur eine weitere Verletzung ihrer Seele. Sie beginnt ihr Leben zu überdenken. In ihrer Ehe hatte sie bereits einen Selbstmordversuch und begann danach schwer zu trinken. Aus Frust begann sie teuer einzukaufen, was dazu führte, dass Ehemann Fred ihre Kreditkarten sperren ließ. 
Daheim macht sich auch Fred Gedanken über die gemeinsame Zukunft. Er entschließt sich, Mary anzurufen und um Verzeihung für seine Fehler zu bitten. Als ihre Freundin Flo sich entschließt, eine Heiratsantrag von Sam anzunehmen, kehrt Mary schließlich nach Denver zurück. Sie muss jedoch schnell erkennen, dass Fred nur Angst um seine Reputation hatte. Er sieht eine funktionierende Ehe als Statussymbol. Mary kehrt deshalb nicht nach Haus zurück, sondern mietet sich eine kleine Wohnung und nimmt einen Job an. Der Besuch einer Abendschule soll ihrem Leben eine neue Wendung und einen neuen Sinn geben. Eines Abends trifft sie ihren Ehemann Fred wieder. Auch die Ehe mit Fred könnte durch gemeinsame Veränderungen wieder eine Zukunft haben.

## Kritiken
„Trotz mancher Klischees und anderer formaler Mängel ein zutreffendes Porträt der Krise einer bürgerlichen amerikanischen Ehe.“

## Auszeichnungen
Der Film erhielt 1970 drei Golden-Globe-Nominierungen in den Kategorien „Bester Song“, „Beste Musik“ und „Beste Hauptdarstellerin“ (Jean Simmons). Jean Simmons erhielt für ihre Darstellung außerdem eine Oscar-Nominierung. Der Song What Are You Doing the Rest of Your Life? von Michel Legrand (Musik) und Alan und Marilyn Bergman erhielt ebenfalls eine Oscar-Nominierung.